# O'Shea Jackson Jr.
 (avril 2016).
Si vous disposez d'ouvrages ou d'articles de référence ou si vous connaissez des sites web de qualité traitant du thème abordé ici, merci de compléter l'article en donnant les références utiles à sa vérifiabilité et en les liant à la section « Notes et références ».
O'Shea Jackson Jr., né le 24 février 1991 à Los Angeles (États-Unis), est un acteur. Il est le fils du rappeur américain Ice Cube.

## Biographie
O'Shea Jackson Jr. est né à Los Angeles, de l'union de Kimberly Woodruff et d'O'Shea Jackson, plus connu sous le pseudonyme d'Ice Cube.

## Filmographie
- 2015 : NWA: Straight Outta Compton de F. Gary Gray : Ice Cube
- 2017 : Instalife (Ingrid Goes West) de Matt Spicer : Dan Pinto
- 2018 : Criminal Squad (Den of Thieves) de Christian Gudegast : Donnie Wilson
- 2019 : Séduis-moi si tu peux ! (Long Shot) de Jonathan Levine : Lance
- 2019 : Godzilla 2 : Roi des monstres (Godzilla: King of the Monsters) de Michael Dougherty : l'officier Barnes
- 2019 : La Voie de la justice (Just Mercy) de Destin Daniel Cretton : Anthony Ray Hinton
- 2022 : Obi-Wan Kenobi (série télévisée) - 3 épisodes : Roken
- 2023 : Crazy Bear (Cocaine Bear) d'Elizabeth Banks : Daveed
- 2025 : Criminal Squad : Pantera (Den of Thieves 2: Pantera) de Christian Gudegast : Donnie Wilson

## Voix françaises
- Namakan Koné dans :
  - NWA: Straight Outta Compton
  - Godzilla 2 : Roi des monstres
  - Séduis-moi si tu peux !
  - La Voie de la justice
  - The Premise (série télévisée)

- Eilias Changuel dans :
  - Instalife
  - Swagger (en) (série télévisée)

Et aussi
- Daniel Njo Lobé dans Criminal Squad
- Mike Fédée dans Crazy Bear

## Discographie
- 2012 - Jackin' for Beats (mixtape)
- 2014 - OMG (single)
- 2015 - Ain't no place (single)

## Distinctions
| Année | Cérémonie          | Catégorie                               | Travail Récompensé          | Résultat   |
| ----- | ------------------ | --------------------------------------- | --------------------------- | ---------- |
| 2016  | Teen Choice Awards | Meilleur acteur dans un film dramatique | NWA: Straight Outta Compton | Nomination |